# Магдєєв Володимир Володимирович
Володимир Володимирович Магдєєв (24 липня 1980, м. Тольятті, СРСР) — білоруський хокеїст, захисник. Майстер спорту.
Вихованець хокейної щколи «Лада» (Тольятті). Виступав за «Полімір» (Новополоцьк), «Хімволокно» (Могильов), «Південний Урал» (Орськ), «Юніор» (Мінськ), ХК «Вітебськ», «Німан» (Гродно), ХК «Гомель», ХК «Ліда».
У складі національної збірної Білорусі провів 6 матчів.
Бронзовий призер чемпіонату Білорусі (2010).
Брат: Роман Магдєєв.